# Savu Nedelea

Generalul Savu Nedelea.

Savu F. Nedelea (n. 1890 – d. 1971) a fost un general român, care a luptat în al doilea război mondial în armata română, în alianță cu armata germană care a atacat URSS-ul.
A absolvit Școala de Ofițeri de artilerie în 1911. A fost înaintat la gradul de colonel la 10 mai 1934 și la gradul de general de brigadă la 10 mai 1941.
Între 11 februarie 1942 - 22 decembrie 1942 a fost comandantul Diviziei 11 Infanterie.
Savu Nedelea a fost luat prizonier de trupele sovietice pe 21 decembrie 1942 după înfrângerea trupelor române de la Cotul Donului.  Trei dintre militarii români care au fost luați prizonieri de Armata Roșie, (Mihail Lascăr, Romulus Dimitriu și Savu Nedelea ) au aderat în prizonierat la "mișcarea antifascistă" și au contribuit în mod decisiv la constituirea celei de a doua divizii de voluntari români (dintre prizonierii aflați pe teritoriul U.R.S.S.) denumită "Horia, Cloșca și Crișan", toți îndeplinind apoi funcții importante în ierarhia armatei române, până în anii 1948-1950. Savu Nedelea a fost comandant de divizie (1942), inspector al Inspectoratului General al Motomecanizării (1946-1947) și secretar general al Ministerului Apărării (28 iunie - 27 decembrie 1947). A avut gradul de general de divizie.
Revenit acasă la începutul lui 1945 cu Divizia "Horia, Cloșca și Crișan"

## Ordine și medalii
A fost decorat la 2 februarie 1942 cu Ordinul „Steaua României” cu spade, în gradul de Comandor, cu panglică de „Virtutea Militară”, „pentru curajul și destoinicia cu care a comandat și condus atacurile din zilele de 30 August - 1 Septemvrie 1941, reușind să sdrobească rezistențele inamice dela cota 80 și regiunea localității Pereselenetz”.
- 1947 - Ordinul "Meritul Agricol", în grad de Cavaler

MIHAI I, Prin grația lui Dumnezeu și voință națională Rege al României, 
La toți de față și viitori sănătate
Asupra raportului ministrului Nostru secretar de Stat la Departamentul Agriculturii și Domeniilor, înregistrat la Nr. 32.539 din 16 iulie 1947,
Având în vedere legea pentru instituirea Ordinului Meritul Agricol promulgată prin I. D. R. Nr. 1.538 din 1932,
Am decretat și decretăm:
Art. II. Conferim Ordinul "Meritul Agricol", în gradul de Cavaler d-lor: ...
Savu Nedelea, general de divizie:

## Decorații
- Ordinul „Coroana României” în gradul de Comandor (8 iunie 1940)[4]
- Ordinul „Steaua României” cu spade, în gradul de Comandor, cu panglică de „Virtutea Militară” (2 februarie 1942)[3]

## Legături externe
- Generals.dk - Savu Nedelea
- Arhivat în 7 octombrie 2007, la Wayback Machine.
- [sursă: Monitorul Oficial al României nr. 172/ 30 iulie 1947]